# Stawell, Victoria
Stawell är en ort i Australien. Den ligger i kommunen Northern Grampians och delstaten Victoria, omkring 210 kilometer nordväst om delstatshuvudstaden Melbourne. Antalet invånare är 5 737.
Runt Stawell är det mycket glesbefolkat, med 2 invånare per kvadratkilometer.. Det finns inga andra samhällen i närheten. 
Trakten runt Stawell består till största delen av jordbruksmark. Genomsnittlig årsnederbörd är 777 millimeter. Den regnigaste månaden är juli, med i genomsnitt 125 mm nederbörd, och den torraste är januari, med 25 mm nederbörd.